# Schaafbeitel

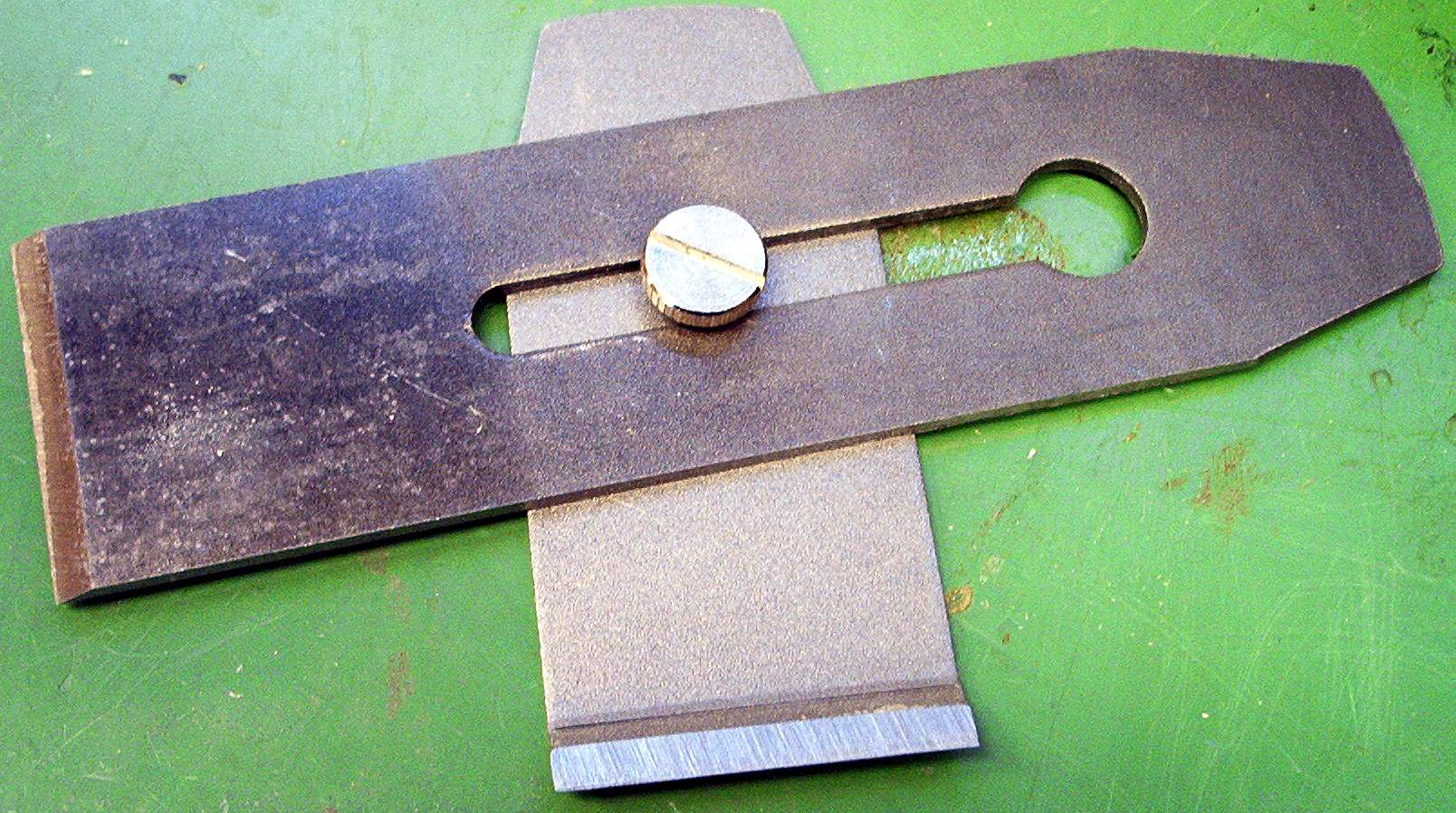
Schaafbeitel met een losse keerbeitel (onder op de foto) van een blokschaaf

Een schaafbeitel is een beitel die deel uitmaakt van een schaaf. Er zijn veel verschillende modellen schaven, en bijna evenveel modellen schaafbeitels.
Een blokschaaf heeft niet alleen de schaafbeitel zelf maar ook een losse keerbeitel. Traditioneel bestaat een schaafbeitel van een blokschaaf uit een platte stalen strip opgenomen in een zachtere (goedkopere en flexiblelere) ijzeren beitel. Later werden deze vervangen door dunnere, geheel stalen beitels, en nog weer later door dikkere stalen beitels (die stabieler zijn). Voor de liefhebber zijn er schaafbeitels in diverse kwaliteiten staal beschikbaar.
Andere schaven hebben geen aparte keerbeitel, en kunnen allerlei vormen beitels hebben. Ook deze zijn soms in diverse kwaliteiten staal beschikbaar.
De schaafbeitel is verantwoordelijk voor het verspanen, waarbij het resultaat naast het juiste gebruik van de schaaf zelf ook afhankelijk is van de snijhoek en scherpte van de beitel, de afstelling van de beitel ten opzichte van de zool, en de hoek waarin de beitel in de schaaf is gemonteerd.